# Wetback
Wetback (en español: «espalda mojada» o simplemente «mojado») es un término despectivo usado en los Estados Unidos para referirse a los extranjeros residentes en el país, generalmente mexicanos. El término se refiere principalmente a quienes ingresan a suelo estadounidense de manera ilegal. Generalmente usado como un insulto étnico, el término se acuñó y aplicó originalmente solo a los mexicanos que ingresaban al estado estadounidense de Texas cruzando el Río Bravo, presumiblemente nadando o vadeando el río y mojándose la espalda en el proceso (de ahí el anglicismo).

## Uso del término
El primer uso del término en The New York Times data del 20 de junio de 1920. Fue utilizado oficialmente por el gobierno de Dwight D. Eisenhower en 1954, con la Operation Wetback, un proyecto que implicó la deportación masiva de inmigrantes ilegales de origen mexicano. El uso del término apareció en los principales medios de comunicación hasta la década de 1960.
El término puede usarse como adjetivo o verbo. Como adjetivo, se refiere a actividades que involucran a inmigrantes indocumentados en los Estados Unidos. El primer uso registrado conocido de este término lo hizo John Steinbeck en la novela Sweet Thursday, la secuela de Cannery Row, con la frase «¿Cómo se metió en el negocio de los mojados?». Se usó originalmente como verbo en 1978 en Hollywoodland, de Thomas Sanchez, con el significado de «entrar ilegalmente a Estados Unidos nadando en el Río Bravo».